# كابيلادس
بلدية كابيلاديس (بالكاتالانية: Capellades) هي إحدى بلديات مقاطعة برشلونة، والتي تقع في منطقة كاتالونيا، شرق إسبانيا.
يبلغ عدد سكانها 5.386 نسمة وفقاً لإحصائية سنة (2007).

## أعلام
- باو توريس